# Kourtchoum
Le Kourtchoum (en russe : Курчум) est une rivière du Kazakhstan, qui coule dans les montagnes de l'Altaï sur le territoire de l'oblys du Kazakhstan-Oriental. C'est un affluent abondant de l'Irtych dans lequel il se jette en rive droite. C'est donc un sous-affluent de l'Ob.

## Géographie
Sa longueur est de plus ou moins 140 kilomètres. Son bassin versant couvre 6 000 km2.
La rivière est issue de la fonte des neiges et des glaces des montagnes bien arrosées de la chaine du Kourtchoum (Курчумский хребет) dans la partie sud de l'Altaï. Le Kourtchoum nait à 25 km au nord du lac Markakol et coule dès sa naissance d'est en ouest. Dans son cours supérieur, il draine plusieurs zones d'une altitude de plus de 2 700 mètres. Il se jette en rive droite dans l'Irtych, dans le réservoir de Boukhtarma au niveau du la localité de Kourtchoum, face au débouché de la Bolchaïa Boukon.

## Hydrométrie - Les débits mensuels à Voznesenskoïe
Le débit du Kourtchoum a été observé pendant 48 ans (sur la période 1938-1987) à Voznesenskoïe, petite localité située à 36 kilomètres de son confluent avec l'Irtych. 
Le débit inter annuel moyen ou module observé à Voznesenskoïe durant cette période était de 57,6 m3/s pour une surface prise en compte de 5 840 km2, c'est-à-dire 97 % de la totalité du bassin versant de la rivière qui en compte 6 000. La lame d'eau écoulée dans le bassin atteint donc le chiffre de 311 millimètres par an, ce qui peut être considéré comme modéré dans le contexte de l'Altaï et résulte de la rareté des précipitations dans la partie inférieure de son bassin versant. 
La période des hautes eaux va de la mi-avril à la mi-juillet, avec un sommet en mai et en juin, lié à la fonte des neiges et des glaces. Les basses eaux se déroulent de décembre à mars inclus, ce qui correspond aux très importantes gelées qui affectent toute la région, et surtout les zones de sommets montagneux. Le débit moyen mensuel observé en février (minimum d'étiage) atteint 11,1 m3/s, soit un peu plus de 5 % du débit moyen du mois de mai (maximum de l'année avec 212 m3/s), ce qui montre le niveau élevé des variations saisonnières. Et ces variations peuvent être plus importantes encore selon les années : sur la période d'observation de 48 ans, le débit mensuel minimal a été de 5,21 m3/s en février 1958, tandis que le débit mensuel maximal s'est élevé à 369 m3/s en mai 1969.
En considérant la seule période estivale, libre de glaces (de mai à octobre inclus), le débit mensuel minimal observé a été de 12,0 m3/s en septembre 1951, niveau restant encore assez confortable comparé au débit moyen. Un débit mensuel estival inférieur à 13 m3/s est tout à fait exceptionnel. 